# Tauksi
Tauksi är en ö i Moonsund utanför Estlands västkust. Den ligger i Ridala kommun i Läänemaa, 100 km sydväst om huvudstaden Tallinn. Arean är 2,5 kvadratkilometer.
Terrängen på Tauksi är mycket platt och dess högsta punkt är belägen 3 meter över havet. Den sträcker sig 2,6 kilometer i nord-sydlig riktning, och 2,7 kilometer i öst-västlig riktning. Den ligger norr om halvön Puise poolsaar och dess två uddar Sassi poolsaar och Puise nina. På halvöns andra sidan breder Matsalviken (estniska: Matsalu laht) ut sig, vilken har namngett Matsalu nationalpark där även Tauksi ingår. Nordväst om Tauksi ligger tvillingöarna Sõmeri saar och Liialaid och väst om den ligger den mindre Mustarahu.  
Inlandsklimat råder i trakten. Årsmedeltemperaturen i trakten är 4 °C. Den varmaste månaden är augusti, då medeltemperaturen är 16 °C, och den kallaste är januari, med −6 °C.